# Разъезд 7
Разъезд 7 — упразднённый населённый пункт в Жарминском районе Восточно-Казахстанской области Казахстана. Ликвидирован в 2009 году. Входил в состав Шарской городской администрации.

## Население
В 1999 году население разъезда составляло 30 человек (17 мужчин и 13 женщин). По данным переписи 2009 года, в разъезде проживали 23 человека (12 мужчин и 11 женщин).